# Крузенстольпе, Магнус Якоб
Магнус Якоб Крузенстольпе (швед. Magnus Jacob Crusenstolpe; 1795—1865) — шведский писатель
.

## Творчество
Как публицист, Крузенстольпе сначала (в «Politiska asigter», Стокгольм, 1828) превозносил так называемую «эпоху свободы» (1719—1772), когда в Швеции аристократия сумела подчинить себе королевскую власть, потом поддерживал правительство (в газете «Fäderneslandet»), затем опять выступил поборником либеральных идей («Skildringar ur det inre af dagens historia», Стокгольм, 1834; «1720, 1772 och 1809» Стокгольм, 1836; «Portefeuille». Стокг. 1837—1845; «Historisk tafla af Gustav IV Adolfs första lefnadsår», Стокгольм, 1837).
Весьма популярны были «Stälningar och förhallanden», которые Крузенстольпе с 1838 года выпускал в виде писем, а с 1851 года — в виде ежемесячного журнала, обсуждая злобы дня. Исторические романы Крузенстольпе («Morianen», посвящённый личности и приключениям Густава Бадина, «Huset Tessin under enväldet och frihetstiden», «Carl-Johan och Svenskarne», «Historiska Personligheter») написаны талантливо, но не соответствуют исторической истине.
Крузенстольпе принадлежал к числу личных противников короля Карла XIV, и летом 1838 года был привлечён к ответственности за оскорбление в печати и приговорён к трем годам тюрьмы. Это вызвало продолжительные волнения в Стокгольме.